# Gogu Rădulescu
Gogu Rădulescu (n. Gheorghe Rădulescu, 5 septembrie 1914,  București – d. 1991, București) a fost un  om politic român. Gogu Rădulescu a fost membru al PCR încă din perioada interbelică și deputat în Marea Adunare Națională în sesiunile din perioada 1961 - 1989.

## Biografie
Gogu Rădulescu a fost fiul unui lăutar rom  și al unei rusoaice din Leningrad. El și-a luat doctoratul după ce a absolvit "Academia de Înalte Studii Comerciale și Industriale" din București. În 1937 era unul dintre puținii absolvenți bucureșteni de studii superioare economice de „joasă extracție socială”. A fost președinte al "Frontului Studenților Democrați", organizație antifascistă controlată de comuniști în anii ’30, a petrecut anii războiului în URSS. În 1941, a dezertat din armata română fugind spre liniile sovietice, apoi a fost deportat în Siberia, iar în final s-a alăturat emigrației politice de la Moscova. S-a întors în România în 1946.
A fost adjunctul ministrului Comerțului Exterior între 1949-1952. În 1952 a fost exclus din partid și destituit odată cu îndepărtarea grupului Luca-Pauker-Georgescu. În 1956 este numit ministru al Comerțului Interior (1956-1959), apoi al Comerțului Exterior, vicepreședinte al Consiliului de Miniștri (1963-1979), vicepreședinte al Consiliului de Stat (1979-1989). Totodată a fost membru al CC al PMR/PCR (1960-1989) și al Comitetului Politic Executiv (1965-1989).
Potrivit Raportului Final al Comisiei Prezidențiale pentru Analiza Dictaturii comuniste din România, când regimul Ceaușescu a căzut, în decembrie 1989, Rădulescu era ultimul membru al vechii gărzi a PCR care se mai afla în înalta ierarhie de partid și de stat. Era membru al Biroului Permanent al Comitetului Executiv și vicepreședinte al Consiliului de Stat. După 1948, a fost anchetat și ținut în arest la domiciliu pentru scurtă vreme în anii ’50, apoi a devenit ministru al comerțului, membru al Comitetului Central din 1960, vice prim-ministru și un membru foarte influent al cercului de intimi ai lui Ceaușescu. Ales în structurile de vârf ale partidului în 1965, a ținut să-și păstreze privilegiile și a participat la crearea cultului lui Ceaușescu. În particular, printre prietenii săi intelectuali, pretinzând că este beat, el își exprima greața și disprețul pentru „Conducător”, în timp ce în public era unul dintre cei mai servili propagandiști și promotori ai mitului Ceaușescu. După ce a fost arestat, unii oameni de cultură, printre care Geo Bogza, Nicolae Manolescu, Eugen Simion, Ana Blandiana, au trimis o scrisoare procurorului susținându-l pe Gogu Rădulescu. Cu toate acestea, a fost judecat împreună cu alți membri ai Comitetului Executiv. Rădulescu a fost eliberat din motive de sănătate și a decedat la Spitalul Comunității Evreiești din București (cu toate că nu era evreu).
A fost căsătorit din 1938 cu Dorina Rădulescu (n. Rudich), dactilografă și veterană a partidului, care publicase articole cu caracter social în presa de stânga a vremii. Ea a decedat la începutul anilor 1980.
Nu a avut copii biologici, ci un fiu înfiat, care în 2010 trăia în Franța, la Paris.
În satul Comana, unde Gogu Rădulescu avusese o casă de vacanță, există o stradă numită în cinstea sa.

## Funcții pe care le deținea în decembrie 1989
- Membru al CC al PCR (din 1960)
- Membru al CPEx (din 1965)
- Membru al Biroului Permanent al CPEx (din 1977)
- Vicepreședinte al Consiliului de Stat (din 1975)
- Președinte al Consiliului de Conducere al Curții Superioare de Control Financiar (din 1973)
- Vicepreședinte al Consiliului Suprem al Dezvoltării Economice și Sociale (din 1979)
- Președinte al biroului Comisiei pentru problemele cooperării economice și relațiilor internaționale ale partidului și statului a CC al PCR (din 1980)
- Deputat în MAN din 1961.

## Decorații
- Ordinul „Steaua României” în grad de Cavaler (1947)
- Ordinul „Steaua Republicii Populare Române” clasa a III-a (1949)
- Medalia Muncii (31 mai 1957) „pentru merite deosebite în muncă, cu ocazia celui de al II-lea Congres al Asociației Științifice a Inginerilor și Tehnicienilor din Republica Populară Romînă”[6]
- Medalia „40 de ani de la înființarea Partidului Comunist din Romînia” (6 mai 1961) „pentru merite în activitatea de partid și întărirea regimului democrat-popular”[7]
- Ordinul Muncii clasa a II-a (30 decembrie 1957) „cu ocazia celei de a zecea aniversări a proclamării Republicii Populare Romîne și pentru merite deosebite în îndeplinirea sarcinilor date de Partidul Muncitoresc Romîn, pentru merite deosebite pe tărîmul construcției de stat, economice, sociale, culturale și obștești”[8]
- Ordinul „23 August” clasa a III-a (12 august 1959) „pentru merite deosebite în opera de construire a socialismului”[9]
- Ordinul „Steaua Republicii Populare Romîne” clasa I (18 august 1964) „pentru merite deosebite în opera de construire a socialismului, cu prilejul celei de a XX-a aniversări a eliberării patriei”[10]
- Ordinul „Tudor Vladimirescu” clasa I (30 aprilie 1966) „cu prilejul celei de-a 45-a aniversări de la înființarea Partidului Comunist din România, pentru îndelungată activitate în mișcarea muncitorească și merite deosebite în opera de construire a socialismului”[11]
- Medalia „A XXV-a Aniversare a Eliberării Patriei” (4 august 1969) „pentru merite deosebite în lupta împotriva fascismului, în eliberarea țării, în războiul antihitlerist, în instaurarea puterii democrat-populare și construirea socialismului în Republica Socialistă România, cu prilejul celei de-a XXV-a aniversări a eliberării patriei”[12]
- Medalia jubiliară „A 50–a aniversare a P.C.R.” (1971)
- titlul de Erou al Muncii Socialiste și medalia de aur „Secera și ciocanul” (4 mai 1971) „cu prilejul aniversării a 50 de ani de la constituirea Partidului Comunist Român, [...] pentru activitate îndelungată în mișcarea muncitorească și merite deosebite în opera de construire a socialismului în patria noastră”[13]
- Medalia „25 de ani de la proclamarea Republicii” (26 decembrie 1972) „pentru merite deosebite în opera de construire a socialismului, cu prilejul aniversării a 25 de ani de la proclamarea Republicii”[14]
- Ordinul „Victoria Socialismului” (19 august 1974) „pentru contribuția deosebită adusă la înfăptuirea politicii Partidului Comunist Român de făurire a societății socialiste multilateral dezvoltate în patria noastră”[15][16]
- Ordinul „Apărarea Patriei” clasa I (7 mai 1981) „pentru rezultatele obținute în îndeplinirea cincinalului 1976–1980, pentru contribuția deosebită adusă la înfăptuirea politicii Partidului Comunist Român de făurire a societății socialiste multilateral dezvoltate în patria noastră, cu prilejul aniversării a 60 de ani de la făurirea Partidului Comunist Român”[17]
- Medalia comemorativă „A 40-a aniversare a revoluției de eliberare socială și națională, antifascistă și antiimperialistă” (20 august 1984) „pentru contribuția deosebită adusă la înfăptuirea politicii Partidului Comunist Român de făurire a societății socialiste multilateral dezvoltate în patria noastră, cu prilejul celei de-a 40-a aniversări a revoluției de eliberare socială și națională, antifascistă și antiimperialistă”[18]
- Ordinul „Apărarea Patriei” clasa I (1984)
- Ordinul „Steaua Republicii Socialiste România” clasa I (1984)[19]
- Medalia jubiliară „25 de ani de la încheierea cooperativizării agriculturii în Republica Socialistă România” (15 iunie 1987) „pentru contribuția deosebită adusă la înfăptuirea cooperativizării agriculturii și la realizarea obiectivelor noii revoluții agrare, cu prilejul aniversării a 25 de ani de la încheierea cooperativizării agriculturii în Republica Socialistă România”[20]